# John Queen
John Queen (Lanarkshire, Escócia, 11 de fevereiro de 1882 - Winnipeg, Canadá, 15 de julho de 1946) foi um político canadense de origem escocesa, que foi o segundo líder parlamentar do Partido Trabalhista Independente da província de Manitoba. Ele também foi prefeito de Winnipeg por dois mandatos.